# Ferences templom (Pécs)
A Ferences templom katolikus templom Pécs belvárosában.

## Története

### A régi ferences templom
A 14. század elejéről származik a templom első írásos említése. A Szigeti-kapu szomszédságába épült templom tipikus középkori, a ferencesekre jellemző, kéthajós gótikus épület volt, kelet felé néző szentéllyel.

### Memi pasa dzsámija

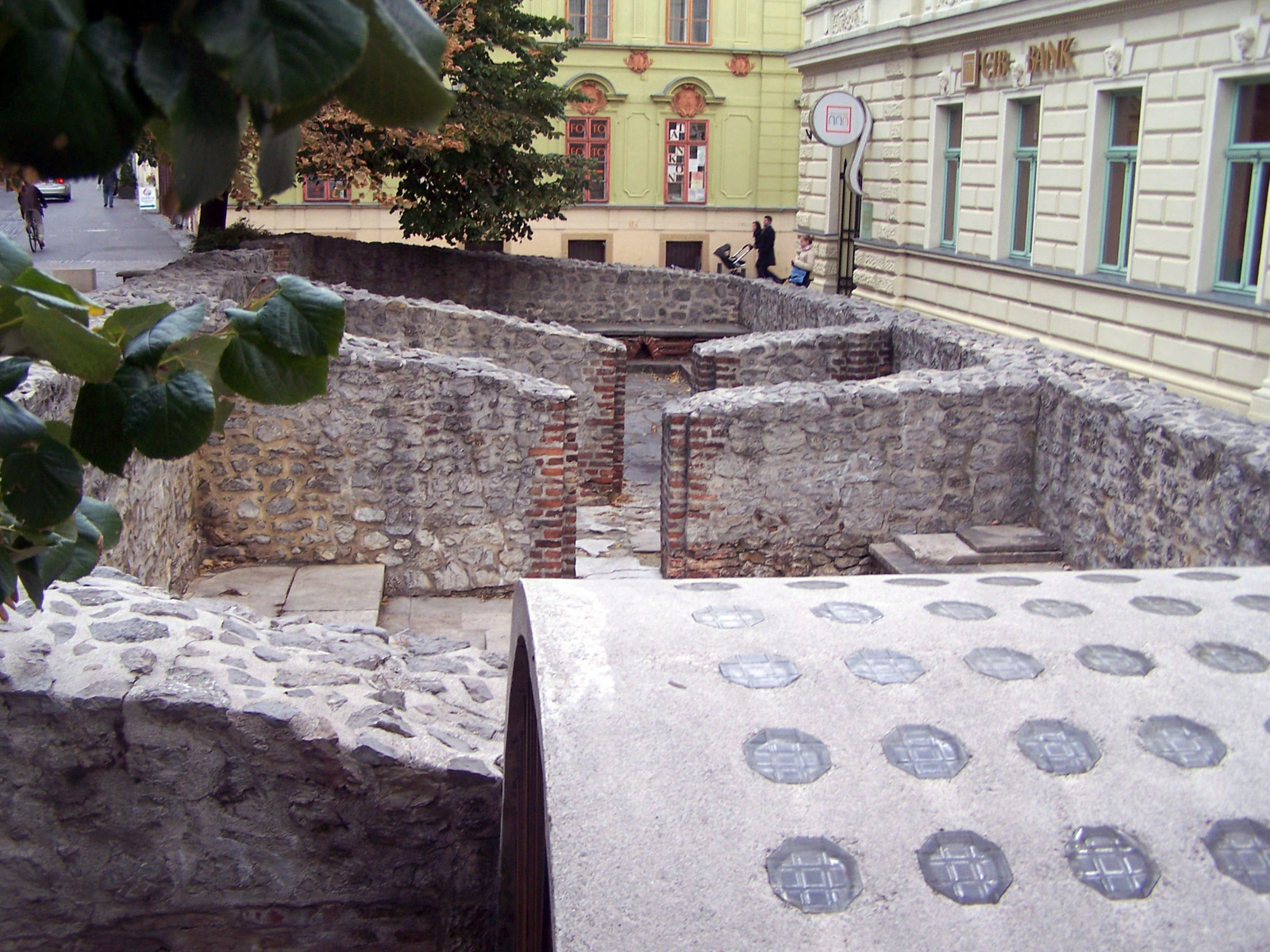
A fürdő 1979-ben helyreállított maradványai.

A város török kézre kerülése után, a 16. század második felében ebből a templomból is dzsámit építettek. A ferences templom helyére így került a Memi pasa dzsámija, a hozzá kapcsolódó minarettel és fürdővel.
A dzsámi szépségét a török utazó, Evlija Cselebi is kiemelte, aki 1663-ban járt a városban. Evlija Cselebi török világutazó és történetíró leírásai alapján tudjuk, hogy a török kori Pécs bővelkedett vallási célú török épületekben. A valamikori dzsámik, a hozzájuk kapcsolódó iskolák (medreszék), illetve fürdők jelentős része azonban elpusztult a visszafoglaló háborúk, valamint a város 18. századi újjáépítése során:
|  | „A Szigeti-kapun belül van Memi pasa dzsámija, mely a platonistáktól maradt nagy templom volt: egyik szögletében van egy imahely, melyet némelyek látogatnak. Memi pasa katonaságával fegyveresen jövén, ezt a templomot elfoglalta s a pincéiben ötven muszulmán gyereket talált, kik közül némelyik tudott beszélni, némelyik nem. A hitharcosok ezt a helyet elfoglalván Memi pasa nevére és Fethia névre dzsámivá tették. E dzsámiban a gyönyörtől az embernek a kimenetel eszében sem jut; egészen ólomtetejű, háremes, minaretes régi imahely ez. (Ford.: Karácson Imre)” |
|  | |

A dzsámihoz kapcsolódó fürdő épületének falmaradványai ma is láthatóak a templom nyugati bejárata előtt. Ezeket régészetileg feltárták és konzerválták a 20. század második felében.

### Újra ferences templomként

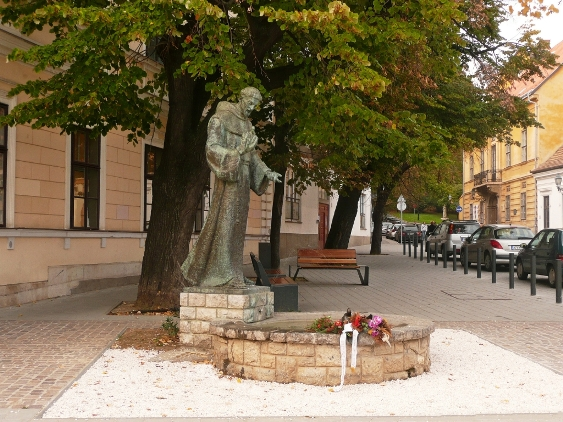
Assisi Szent Ferenc szobra a templom mellett

A törökök kiűzése után a ferences rend a területet visszakapta, és a 18. század elején templomépítésbe kezdett a régi templom helyén. 1718-ban kezdődött meg az építkezés. Először a dzsámi még álló, erős falait felhasználva alakították ki a templomteret, de a század során egy teljesen új, barokk stílusú templomot építettek fel a telken. A dzsámi falait elbontották, így annak alapfalai ma a templom alatt húzódnak. 1727-ben a keleti helyett nyugati tájolású lett az épület, a keleti oldalra került a bejárat. 1737-ben készült a főoltárra festett Assisi Szent Ferenc elragadtatása című olajfestmény. 1758-ra épült meg a torony, a templom pedig 1760-ra. A templom 1789 óta plébániatemplom. Ebből a korból megmaradt többek között az 1737-ből származó főoltárkép, valamint az 1768-ban Jani Lukács műtermében készítették el két barokk mellékoltár (Loretói Mária-kápolna és Páduai Szent Antal-kápolna).
1807-ben készült el copf, hagyma formájú toronysüvege. A templom kisebbik harangját Weinbert Klára öntötte Pécsett 1846-ban, amely 400 kg tömegű, 90 cm az alsó átmérője. 1880 és 1890 között a barokk templom jelentős átalakításon esett át, és eklektikus stílusú homlokzatot kapott. Ebben az időszakban épült a kórus Graits Endre falképével. 1898-ban épült meg a márvány főoltár. A templom nagyharangját Novotny Antal öntötte 1906-ban Temesváron, 800 kg-os, 118 cm az alsó átmérője.
1925-ben kívül-belül átalakításokat vitt véghez P. Oberten Odilo rendházfőnök. Ekkor bővítették gyóntatókápolnával, szerzetesi karzattal, kórusfeljáróval, és könyvtárszobát is kialakítottak. A templomban a 32. Angster orgona található. Eredetileg Angster József készítette 1879-ben, 1945-ben az Angster-cég építette át. Három manuálos és 30 regiszteres. 1933-ban Gebauer Ernő a szentélykupolába falképet festett, amelynek a Ferences szerzetesek és angyalok hódolata az eucharistikus Krisztus előtt címet adta. Ebben az évben készültek el a déli ablakok festett üvegképei.
1941 óta állítanak föl advent időszakában életnagyságú betlehemet a templomban. A figurákat Tóth Ferenc asztalos-fráter készítette. 1972-ben az északi oldalon bazársort lebontották.